# Antínous (mitologia)
Antínous (en grec antic Άντίνοος), és el cabdill dels pretendents de Penèlope quan Odisseu està absent d'Ítaca, segons Homer a l'Odissea.
Els pretendents havien envaït el palau d'Odisseu i volien casar-se amb Penèlope. Antínous es distingia perquè era violent i brutal i mostrava sembre un gran orgull. Va tractar de matar Telèmac, va portar els seus companys a apoderar-se dels béns d'Odisseu, va insultar Eumeu quan el vell porquer va fer entrar el seu amo dins del palau. Va provocar la baralla entre el pidolaire Iros i Odisseu, a qui no va reconèixer, i finalment va morir per la primera fletxa que llançà l'heroi quan el va reconèixer, en el moment de beure una copa de vi. Hi havia un proverbi grec que potser recordava aquest fet: "hi ha molta distància de la copa als llavis".